# Арктична мармурова лисиця
Арктична мармурова лисицяя або просто мармурова лисиця чи канадська мармурова лисиця — одна з порід рудої лисиці. Забарвлення цієї лисиці не зустрічається в природі, вона була штучно вирощена людьми виключно заради хутра. Наукової назви мармурова лисиця не має.
Характеризується мармурово забарвленим хутром. Це переважно біле хутро підкреслене сірими, чорними, сріблястими або коричневими мітками навколо очей та чола. Іноді ці позначки також проходять по всій довжині спини та хвоста. Мармуровим лисицям притаманні всі ознаки звичайної лисиці, включаючи настовбурчені загострені вуха, довге тіло, довгу морду та великий кущистий хвіст. Мармурова лисиця, як правило, менших розмірів у порівнянні з рудою лисицею. Хоча її штучно вивели людиною, мармурова лисиця не є домашньою твариною, тому в мармурової лисиці є всі особливості поведінки дикої лисиці.
Вага: 1–10 кг, висота: до 69 см, довжина тіла до 63 см, без урахування хвоста. Тривалість життя: до 15 років. Народжує від 1 до 13 дитинчат. 